# Bòltorn
En la mitologia escandinava, Bòltorn era un dels gegants descendents d'Ymir, així com pare de Bestla, i, per tant, avi matern d'Odín, de Vili i de Ve.